# Odell (Illinois)
Odell è un villaggio degli Stati Uniti d'America, situato nello Stato dell'Illinois, nella contea di Livingston.